# سياسة كندا
تعمل سياسة كندا ضمن إطار ديمقراطية برلمانية ونظام فيدرالي اتحادي للحكومة البرلمانية الكندية ذات التقاليد الديمقراطية الراسخة. تعدّ كندا مَلَكية دستورية، يكون فيها الملك رأسًا للدولة. في التطبيق العملي، تُدار السلطات التنفيذية من قبل مجلس الوزراء، وهي لجنة من وزراء التاج الحاكم المسؤولة أمام مجلس العموم الكندي المُنتَخب، ويختارها ويرأسها رئيس وزراء كندا.
توصف كندا بأنها «ديمقراطية كاملة» مع تمتعها بتقاليد ليبرالية ومساواتية وأيديولوجية سياسية معتدلة. لم تشكل سياسات اليمين واليسار المتطرفين قوة بارزة في المجتمع الكندي. يمثّل السلام والنظام والحكم الصالح، إلى جانب شرعة الحقوق الضمنية، المبادئ الأساسية للحكومة الكندية. كان التركيز على العدالة الاجتماعية عنصرًا فارقًا في الثقافة السياسية الكندية. ركّزت كندا على المساواة والشمولية لجميع أفراد شعبها.
يوجد في البلاد نظام متعدد الأحزاب تُشتَّق فيه العديد من ممارساته التشريعية من الأعراف الدستورية والسوابق غير المكتوبة التي وضعها برلمان وستمنستر. الحزبان السياسيان المهيمنان في كندا تاريخيّاً هما الحزب الليبرالي الكندي وحزب المحافظين الكندي (أو أسلافه). الأحزاب الأصغر مثل الحزب الديمقراطي الجديد، وحزب الكتلة الكيبيكية القوميّ الكيبيكي، وحزب الخضر الكندي، يمكنها أيضًا ممارسة نفوذها الخاص في العملية السياسية.
أجرت كندا بعض التعديلات: فالانضباط الحزبي في كندا أقوى منه في المملكة المتحدة، وصُوِّت على اقتراح حجب الثقة عن المزيد من الأصوات البرلمانية بهدف تقليص دور أعضاء البرلمان من خارج مجلس الوزراء. يُعرف هؤلاء الأعضاء، في التجمع الحكومي، وبين الأعضاء المبتدئين أو غير البارزين في تجمعات المعارضة، باسم النوّاب. ومع ذلك، يمكن للنوّاب ممارسة نفوذهم من خلال المشاركة في اللجان البرلمانية، مثل لجنة الحسابات العامة أو لجنة الدفاع الوطني.

## المضمون
أُسِّس الهيكل الحكومي الكندي في الأصل من قبل البرلمان البريطاني عبر قانون أمريكا الشمالية البريطانية (المعروف حالياً باسم القانون الدستوري 1867)، لكنَّ النموذج الفيدرالي وتقسيم السلطات قد ابتُكِر من قبل السياسيين الكنديين. بعد الحرب العالمية الأولى على وجه الخصوص، بدأ مواطنو الدول ذاتية الحكم ( الدومينيونز) مثل كندا، بتطوير شعور قوي بالهوية، وفي إعلان بلفور لعام 1926، أعربت الحكومة البريطانية عن عزمها على منح الحكم الذاتي الكامل لهذه المناطق.
وهكذا، في عام 1931، أقرّ البرلمان البريطاني قانون وستمنستر، ما أعطى اعترافًا قانونيًا بالاستقلال الذاتي لكندا وغيرها من دول الدومينيون. بعد ذلك، لم يتمكن السياسيون الكنديون من التوصل إلى توافق في الآراء بشأن عملية تعديل الدستور حتى عام 1982، ما يعني أن التعديلات على الدستور الكندي استمرت في طلب موافقة البرلمان البريطاني حتى ذلك التاريخ. وبالمثل، استمرت اللجنة القضائية لمجلس الملكة الخاص، في بريطانيا باتخاذ القرار النهائي بشأن الطعون الجنائية حتى عام 1933 والطعون المدنية حتى عام 1949.

## الثقافة السياسية
أكدت مقاربة كندا المساواتية في الحكم على الرفاهية الاجتماعية، والحرية الاقتصادية، والتعددية الثقافية التي تقوم على المهاجرين الانتقائيين لأسباب اقتصادية، والتكامل الاجتماعي، وقمع السياسات اليمينية المتطرفة، التي تحظى بدعم عام وسياسي واسع النطاق. تتمتع مجموعتها الواسعة من الجنسيات والسياسات التي تدعم بناء «مجتمع عادل» بحماية دستورية. تصدّرت الحقوق الشخصية والمساواة والشمولية (المساواة الاجتماعية) مقدمة الأهمّيّات السياسية والقانونية لمعظم الكنديين، ويتضح ذلك من خلال دعم ميثاق الحقوق والحريات، والاقتصاد الحر نسبيًا، والمواقف الليبرالية الاجتماعية تجاه حقوق المرأة (مثل إنهاء الحمل)، والمثلية الجنسية، والقتل الرحيم أو تعاطي القنّب. يوجد أيضًا شعور بالمسؤولية الجماعية في الثقافة السياسية الكندية، ويتضح في الدعم العام للرعاية الصحية الشاملة والتعددية الثقافية وتنظيم حيازة السلاح والمساعدات الخارجية والبرامج الاجتماعية الأخرى.
على المستوى الفيدرالي، سيطر حزبان من الوسط نسبيا يمارسان «سياسة الوساطة»، يمثل الحزب الليبرالي الكندي وسط اليسار (أو اليسار المعتدل) ويسيطر حزب المحافظين الكندي على وسط اليمين (اليمين المعتدل). يضع الليبراليون المهيمنون تاريخياّ أنفسهم في مركز نطاق الأطياف السياسية إذ يجلس المحافظون على اليمين والحزب الديمقراطي الجديد يحتل اليسار. ضمّت انتخابات عام 2019 ممثلين عن خمسة أحزاب منتخبين للبرلمان الفيدرالي: الحزب الليبرالي الذي يشكّل حاليًا الحكومة، وحزب المحافظين الذي يشكل المعارضة الرسمية، والحزب الديمقراطي الجديد، والكتلة الكيبيكية، وحزب الخضر الكندي.

## المنظومة الحكومية
نوع الحكومة
ديمقراطية برلمانية فيدرالية اتحادية ضمن مَلَكية دستورية على نظام وستمِنستر
التقسيمات الإدارية
عشر مقاطعات وثلاثة أقاليم: ألبرتا، كولومبيا البريطانية، مانيتوبا، نيو برونزويك، نيوفاوندلاند ولابرادور، الأقاليم الشمالية الغربية، نوفا سكوشا، نونافوت، أونتاريو، جزيرة الأمير إدوارد، كيبيك، ساسكاتشوان، يوكون .
الدستور
نظام وستمنستر المبني على أعراف دستورية غير مكتوبة وتشريعات مكتوبة.
النظام القانوني
القانون العام الإنجليزي لجميع المسائل التي تدخل في نطاق السلطة القضائية الفيدرالية وفي جميع المقاطعات والأقاليم باستثناء كيبيك التي تستند إلى القانون المدني المبني على عرف باريس الدستوري في فرنسا ما قبل الثورة حسبما نُصَّ عليه في قانون كيبيك المدني ؛ فإنه يقبل السلطة القضائية الإلزامية لمحكمة العدل الدولية، مع إبداء التحفظات.
الاقتراع
يحقّ للمواطنين البالغين 18 عامًا أو أكثر التصويت. اثنان فقط من المواطنين البالغين في كندا لا يمكنهم التصويت: كبير موظفي الانتخابات، ونائب كبير موظفي الانتخابات. الحاكم العام مؤهل للتصويت، لكنه يمتنع عن التصويت اتباعًا للعرف الدستوري.
المَلَكية
رأس الدولة
إليزابيث الثانية، ملكة كندا (منذ 6 فبراير 1952).
نائب الملك
جولي باييت، الحاكم العام لكندا (منذ 2 أكتوبر 2017).

### السلطة التنفيذية
رأس الحكومة

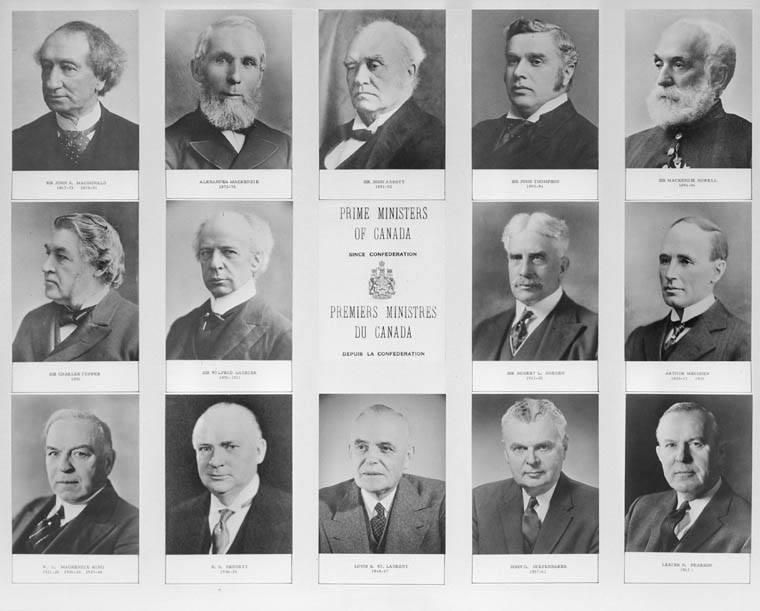
رؤساء الوزراء المتعاقبين على كندا خلال الفترة من عام 1867 حتى عام 1963. يُعدّ رئيس الوزراء في كندا رئيس الحكومة.

رئيس الوزراء جاستن ترودو (منذ 4 نوفمبر 2015).
مجلس الوزراء
الوزراء (عادة نحو ثلاثين وزير) يختارهم رئيس الوزراء ويعينهم الحاكم العام لقيادة مختلف الوزارات والوكالات، وعادةً مع مراعاة التمثيل الإقليمي. من الناحية التقليدية، يكون معظم الوزراء، إن لم يكن جميعهم، أعضاءً في حزب الزعيم الخاص بهم في مجلس العموم أو مجلس الشيوخ (انظر مجلس وزراء كندا) ؛ ومع ذلك، لا يعتبر هذا من الصلاحيات القانونية أو الدستورية، وفي بعض الأحيان، يعين رئيس الوزراء وزيرًا من حزب آخر.
الانتخابات
المَلَكية وراثية. يُعيَّن الحاكم العام من قبل الملك بناءً على نصيحة رئيس الوزراء لفترة ولاية غير محددة، على الرغم من أنها تقارب الخمس سنوات تقريبًا. بعد الانتخابات التشريعية، عادة ما يجري تعيين زعيم حزب الأغلبية في مجلس العموم من قبل الحاكم العام ليصبح رئيس الوزراء.

### السلطة التشريعية

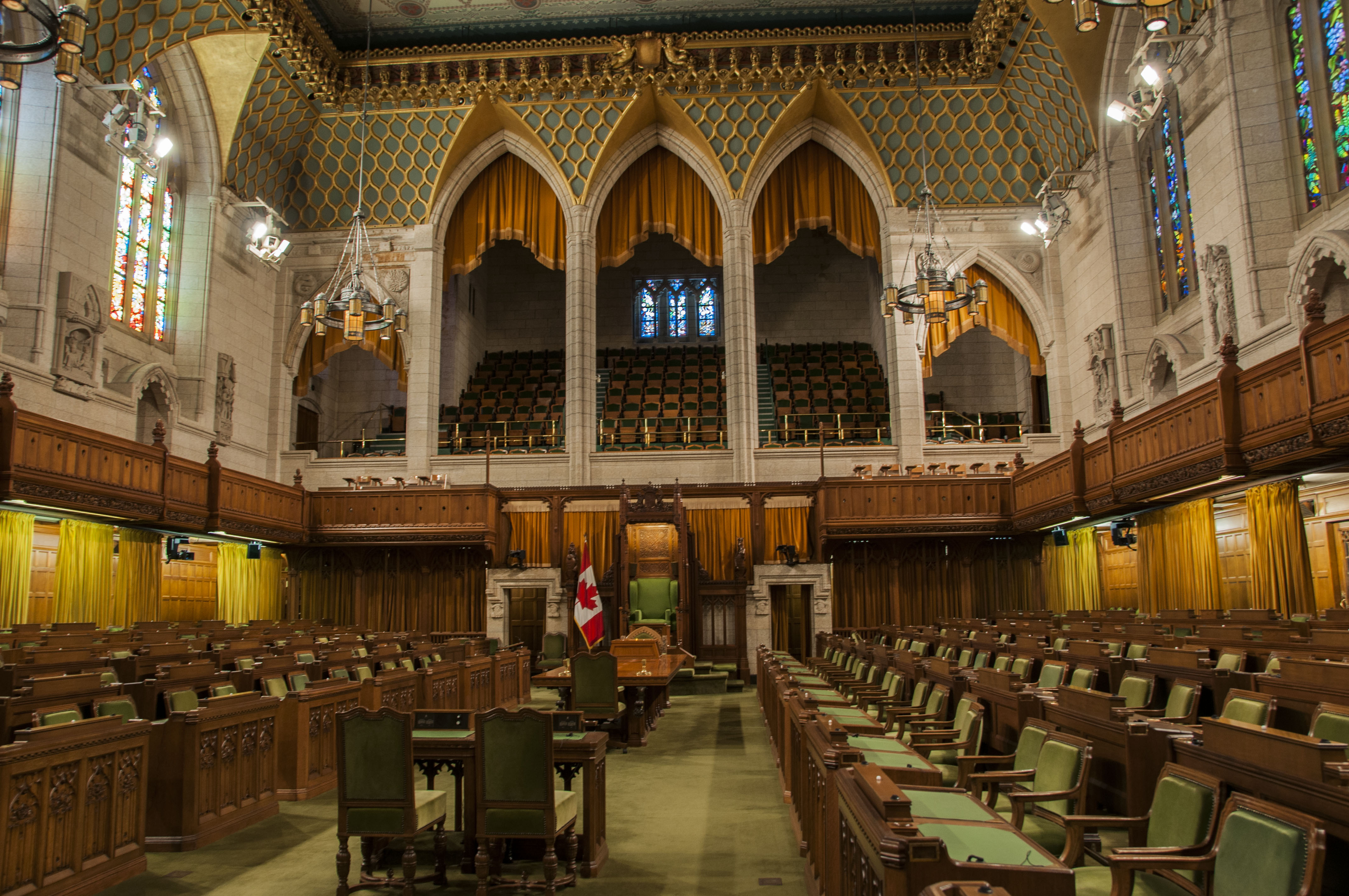
يعدّ مجلس العموم الكنديّ وهو هيئة منتخبة ديمقراطيًا، أحد الأقسام الثلاثة المشكلة للبرلمان الكنديّ.

يتكون البرلمان الكندي المؤلف من مجلسين تشريعيين، ومن ثلاثة أجزاء: الملك، ومجلس الشيوخ، ومجلس العموم.
في الوقت الحالي، يضم مجلس الشيوخ، الذي يوصف في كثير من الأحيان بأنه يوفر «تمثيلًا إقليميًا»، 105 أعضاء يعينهم الحاكم العام بناءً على نصيحة رئيس الوزراء للعمل حتى سن 75 عامًا. أُنشِئ مجلس الشيوخ بتمثيل متساوٍ من أونتاريو، وكيبيك والمنطقة البحرية والمقاطعات الغربية. ومع ذلك، فهو حاليًا نتاج العديد من الاستثناءات والإضافات والحلول التوفيقية المحددة، ما يعني عدم مراعاة المساواة الإقليمية، ولا التمثيل حسب السكان. يمكن أن يتجاوز الملك عددًا عاديًا من أعضاء مجلس الشيوخ بناءً على نصيحة رئيس الوزراء، طالما يُوزَّع أعضاء مجلس الشيوخ الإضافيين بالتساوي فيما يتعلق بالمنطقة (بحد أقصى ثمانية أعضاء إضافيين). استُخدِمت سلطة التعيين الإضافي هذه مرة واحدة فقط، عندما تقدم رئيس الوزراء بريان مولروني بطلب إلى الملكة إليزابيث الثانية لإضافة ثمانية مقاعد إلى مجلس الشيوخ لضمان الموافقة على تشريع ضريبة السلع والخدمات.
يضم مجلس العموم حاليًا 338 عضوًا يجري انتخابهم في دوائر الانتخاب الفردي ضمن نظام تصويت الأكثرية التعددية (المنصب الحاصل على أغلبية الأصوات)، ما يعني أنه يجب على الأعضاء الحصول على أكثرية تعددية فقط (أكبر عدد من أصوات المرشحين) بدلاً من الأغلبية (50 بالمائة زائد واحد). تُعرف الدوائر الانتخابية أيضًا باسم «رايدينغ» (بالإنجليزية: riding) والتي تشير إلى التقسيمات الإدارية الفرعية للمقاطعات.
ولا يمكن أن تتجاوز الولاية فترة خمس سنوات؛ ويجب أن تُجرى الانتخابات بحلول نهاية هذا الوقت. جرى تجاوز هذه الولاية الثابتة مرة واحدة فقط، عندما أدرك رئيس الوزراء روبرت بوردن ضرورة ذلك خلال الحرب العالمية الأولى. يُراجع حجم المجلس وتُخصَّص المقاعد لكل محافظة بعد كل عملية إحصاء، التي تُجرى كل خمس سنوات، بناءً على التغيرات السكانية وتقريبا على نسبة التمثيل من قبل السكان.

## وصلات خارجية
- كندا نيوزنت - مصدر واسع لأخبار ومصادر حول سياسة كندا (بالإنجليزية)